# Theano (dochter van Cisseus)
Theano (Oudgrieks: Θεανώ, Theanô) was, net als Hekabe, een dochter van Cisseus. Ze was de echtgenote van Antenor met wie ze een zoon, Laodamas, had. Bovendien was ze ook nog priesteres van Athena te Troje (Homerus, Ilias V 70, VI 298, XI 224; Dict. Cret. V 8.). Ze werd door Polygnotus geschilderd in de Lesche van Delphi (Pausanias, X 27.).

## Referentie
- https://web.archive.org/web/20141105201327/http://www.ancientlibrary.com/smith-bio/3355.html

- Gemeinsame Normdatei: 124465536
- Système universitaire de documentation: 027573125
- Virtual International Authority File: 316434300